# Setnakht
Setnakht (també Setnakhte) fou el primer faraó de la dinastia XX d'Egipte. Aquest era el seu nom de naixement (Sa Ra) i el seu títol complet era Setnakht Mereramunre (Set és victoriós, estimat d'Amon-Ra); el seu nom de tron (nom de Nesut Bity) fou Userkaure Setepenre, (Poderoses són les manifestacions de Ra, escollit de Ra); el seu nom d'Horus fou Kanakht Uerpehty (brau poderós i de gran força), el seu Nebty fou Tutkhaumy dyadyenen; el seu Hor Nub fou Sekhemkhepesh Derpedyethuereqyuef (amb poderosa eficàcia allunya als seus enemics).
Encara que sovint s'ha pensat que va ser portat al poder pel canceller Bay el sirià, ja que Bay diu "vaig establir al rei en el tron del seu pare" referint-se a Siptah, això és dubtós. La reina Tausret va morir i potser Bay va governar un breu període i correspondria al Iarsu (o Irsu, equivalen a "Home fet per si mateix") del Papir Harris I, que probablement correspon a la tomba KV13 de la Vall dels Reis.
Finalment va establir el seu control sobre les dues terres en circumstàncies desconegudes. Tot el que se sap del rei és el que diu el papir Harris I (escrit uns 65 anys després de la seva mort) i per l'estela que va erigir a l'illa Elefantina, al segon any del seu regnat. És possible que fora el net del rei Ramsès II, ja que els reis d'aquesta dinastia van portar el nom de Ramsès, però això només és una suposició. També cal dir que el seu nom fa referència a Set, que és un déu reverenciat per la dinastia XIX. El papir d'Harris I diu que va pujar al poder i que esclafar les revoltes fomentades pels asiàtics, que va alliberar les ciutats assetjades i va permetre el retorn dels que s'havien amagat, reobrint temples i restaurant les seves rendes. L'estela d'illa Elefantina també explica que va expulsar els rebels i que en la fugida aquestos van abandonar l'or, la plata i el coure que havien recollir a Egipte, i que van intentar demanar reforços als seus compatriotes d'Àsia. Sembla probable que els asiàtics esmentats foren principalment els Pobles de la mar, que al mateix temps estaven assolant l'Imperi Hitita, ja que el regnat de Setnakht es pot situar vers el 1186-1182 aC.
En tots cas el trencament entre la dinastia XIX i la XX no fou molt gran. Hori, fill de Kama, fou mantingut com a virrei de Kus, càrrec pel que havia estat nomenat sota Siptah. Un altre Hori, que era un visir, també va romandre en el càrrec.
Probablement era ja gran quan va arribar al tron i no va regnar molt de temps; els historiadors moderns pensaven que no més de tres anys, però una recent troballa d'una estela de quars del gran sacerdot Bakenkhunsu, apareix datada a l'any quart del regnat de Setnakht el que voldria dir que almenys va regnar quatre anys.
La seva reina fou Tiymerenese i va tenir amb ella al seu successor Ramsès III al que probablement ja va associar al tron als darrers mesos.
Segons el papir fou enterrat a la vall dels reis. Per raons diverses es pensa que ho fou a la tomba que s'havia preparat per la reina Tausret (KV14) que hauria usurpat perquè l'excavació d'una tomba per ell mateix, la KV11, s'hauria hagut d'abandonar en acostar-se a la tomba veïna d'Amenmesse (KV10). També és possible que la usurpació la fes el seu fill Ramsès III per al seu pare, mentre acabava la tomba KV11. El cos del faraó no fou trobat a la tomba KV14 i el seu sarcòfag fou trobat a la tomba d'Amenhotep II (la KV35) on també es va trobar, en un vaixell de fusta, un cos d'un home no identificat.